# 리쿠우사이선
리쿠우사이선(일본어: 陸羽西線)은 일본 야마가타현 신조시의 신조역부터 히가시타가와군 쇼나이정의 아마루메역을 잇는 동일본 여객철도의 철도 노선(지방 교통선)이다.

## 노선 정보
- 관할 (사업 종별) : 동일본 여객철도 (제 1 종 철도사업자)
- 구간 · 노선 거리(영업 거리) : 신조 - 아마루메 43.0km
- 역 수 : 10 (기 · 종점역 포함)
  - 리쿠우사이 선 소속 역으로 한정된 경우, 기 · 종점역 (신조 역은 오우 본선, 아마루메 역은 우에쓰 본선의 소속)이 제외되어, 8역이 된다.
- 궤간 : 1067mm
- 복선화 구간 : 없음 (전 구간 단선)
- 전철화 구간 : 없음 (전 구간 비전철화)
- 폐색 방식 : 특수 자동 폐색식(궤도 회로 검지식)
- 최고 속도 : 95km/h
- 종합 지령소 : 신조 CTC

아마루메 역 구내는 동일본 여객철도 니가타 지사, 그 이외의 구간은 동일본 여객철도 센다이 지사의 관할이다.

## 역 목록
| 노선명            | 역 이름      | 일본어 이름 | 역간 거리 | 누적 거리 | 접속 노선                                                                               | 소재지         | 소재지   |
| ----------------- | ------------ | ----------- | --------- | --------- | --------------------------------------------------------------------------------------- | -------------- | -------- |
| 리 쿠 우 사 이 선 | 신조         | 新庄        | -         | 0.0       | 동일본 여객철도 야마가타 신칸센 · 오우 본선 (야마가타 방면은 야마가타 선) · 리쿠우토 선 | 신조시         | 신조시   |
| 리 쿠 우 사 이 선 | 마스카타     | 升形        | 7.5       | 7.5       |                                                                                         | 신조시         | 신조시   |
| 리 쿠 우 사 이 선 | 우젠젠나미   | 羽前々波    | 3.1       | 10.6      |                                                                                         | 신조시         | 신조시   |
| 리 쿠 우 사 이 선 | 쓰야         | 津谷        | 2.3       | 12.9      |                                                                                         | 모가미군       | 도자와촌 |
| 리 쿠 우 사 이 선 | 후루쿠치     | 古口        | 4.1       | 17.0      |                                                                                         | 모가미군       | 도자와촌 |
| 리 쿠 우 사 이 선 | 다카야       | 高屋        | 7.8       | 24.8      |                                                                                         | 모가미군       | 도자와촌 |
| 리 쿠 우 사 이 선 | 기요카와     | 清川        | 6.3       | 31.1      |                                                                                         | 히가시타가와군 | 쇼나이정 |
| 리 쿠 우 사 이 선 | 가리카와     | 狩川        | 3.8       | 34.9      |                                                                                         | 히가시타가와군 | 쇼나이정 |
| 리 쿠 우 사 이 선 | 미나미노     | 南野        | 4.0       | 38.9      |                                                                                         | 히가시타가와군 | 쇼나이정 |
| 리 쿠 우 사 이 선 | 아마루메     | 余目        | 4.1       | 43.0      | 동일본 여객철도 우에쓰 본선 (무라카미 방면)                                             | 히가시타가와군 | 쇼나이정 |
| 우 에 쓰 본 선    | 기타아마루메 | 北余目      | 2.7       | 45.7      |                                                                                         | 히가시타가와군 | 쇼나이정 |
| 우 에 쓰 본 선    | 사고시       | 砂越        | 3.0       | 48.7      |                                                                                         | 사카타시       | 사카타시 |
| 우 에 쓰 본 선    | 히가시사카타 | 東酒田      | 3.3       | 52.0      |                                                                                         | 사카타시       | 사카타시 |
| 우 에 쓰 본 선    | 사카타       | 酒田        | 3.2       | 55.2      | 동일본 여객철도 우에쓰 본선 (아키타 방면)                                               | 사카타시       | 사카타시 |